# Boris Said

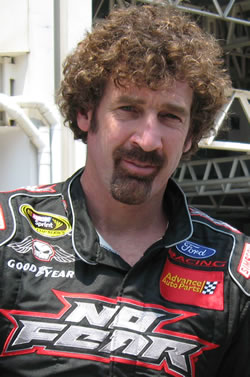
Said in 2008.

Boris Said (Carlsbad, Californië, 18 september 1962) is een Amerikaans autocoureur die actief is in de NASCAR Sprint Cup en de Nationwide Series.

## Carrière
Said debuteerde in 1995 in de Craftsman Truck Series op de Infineon Raceway. Drie jaar later won hij zijn eerste en tot nog toe enige race in deze raceklasse op hetzelfde circuit. In 1998 startte hij in de Busch Series, waar hij in 2010 de race won op het Circuit Gilles Villeneuve.
Said debuteerde in 1999 in de toenmalige Winston Cup. Hij reed tijdens zijn carrière een beperkt programma in deze raceklasse. Hij finishte twee keer in de top vijf van een race, hij werd derde tijdens de Sirius Satellite Radio at the Glen op Watkins Glen in 2005 en hij finishte op de vierde plaats tijdens de Pepsi 400 op de Daytona International Speedway in 2006, nadat hij vanaf poleposition vertrokken was.
In 2002 won hij de Trans-Am Series, in 2004 de Rolex Sports Car Series in de SGS-klasse en in 2005 won hij met co-rijders Pedro Lamy, Duncan Huisman en Andy Priaulx de 24 uur van de Nürburgring.